# 西垂宮
西垂(中国語:西垂宮)とは、秦の宮殿の１つがあった地。秦の最初の首都であった。別名を犬丘といった。

## 沿革
西垂は、甘粛省隴南市礼県城関鎮（龍南市李県永興鎮と西河県長島鎮？）に位置している。西周早期に興った秦公室初期の首都であった。また、初期の秦の君主は、みな西垂宮に住み没後も同地に埋葬された。秦の襄公、文公がその例である。
元来、秦の人々の祖先は西垂，犬丘（現在の南西水）と呼ばれる地域に住まい、この時代には遊牧民族も多く散居する地域であったため、度重なる玁狁や西戎との戦いが記録されている。そこに、秦の国が建国されると、秦の最初の行政の中心地である西垂宮が築かれたのであった。西垂は秦の首都の中で最も西にあり、最も古いものであった。
括地志によると、西垂は、唐の隴右道秦州上邽県西南九十里にあり、前漢の隴西郡西県と同じである、（龍渓県には「漢Ge地理」という西県があり？）、名称は新の時に「西志」に変更され、後漢の時代には「西郡」と呼ばれた。
また、「侯漢集・郭国志伝」によると、「西はLongxiにあり、Zengzuo Mountainと西漢水がある」という。
さらに、「水陰」によると、「西尾山は龍渓の西、西県にあり、漢水にもある」これは、西県の旧市街の位置、方位、距離だけでなく、山や川も特定するためである。 Qizuo Mountainは、今日の南東にある斉寿山であり、西漢水は同山の西麓を水源地としている。上流は嘉陵江に流れ込み、南は揚子江に流れ込んでいた。
のちに、西垂宮は秦が東に遷都を続けるにつれ、離宮となっていき、秦が滅びるとともに使用されなくなった。漢の時代には、もう離宮としても使用されなくなった西垂宮は、次第に廃墟となっていったのである。